# Aleurodamaeus hungaricus
Aleurodamaeus hungaricus är en kvalsterart som beskrevs av Adilson D. Paschoal och Johnston 1985. Aleurodamaeus hungaricus ingår i släktet Aleurodamaeus och familjen Aleurodamaeidae. Inga underarter finns listade i Catalogue of Life.